# 호랑거미
호랑거미(학명: Argiope amoena)는 거미목 호랑거미과에 속하는 거미이다. 무당거미와 함께 산이나 들에서 흔히 볼 수 있는 대형 거미 중 하나이다.

## 형태
몸길이는 암컷 20mm 이하로 거미중에는 큰 편이다. 초여름에 성숙하고 암컷의 복부에는 노란색과 검은 색의 가로 줄무늬 모양이 있는 것이 특징이다. 수컷의 크기는 암컷의 1/5 정도로 훨씬 작고 갈색을 띈다.

## 생태
거미줄을 치는 거미중에서 거의 원형에 가까운 거미줄을 친다. 거미는 항상 거미줄의 가운데에 있으며 지면을 바라보며 매달려 있다. 이때, 앞과 뒤의 두 쌍의 다리를 곧게 펴서 X자 모양을 이룬다. 호랑거미는 다리의 위치에 맞게 거미줄에 X자 모양의 띠를 만든다. 이 띠의 역할은 자신의 모습을 숨기는 용도로 생각되지만 확실하지는 않다. 
거미줄에 있는 호랑거미는 공격적이며, 먹이가 그물에 걸리면 즉시 다가와 물어뜯고 먹이를 실로 감아 거미줄 가운데로 옮겨서 먹는다. 위험을 느끼면 거미줄을 앞뒤로 흔들어 위협한다.
수컷은 성숙하면 암컷이 있는 곳으로 온다. 암컷의 거미줄 끝에 살짝 발을 들여 암컷의 눈치를 살피고 나서 거미줄에 들어가 짝짓기를 한다. 암컷은 알을 실로 감싸서 알집을 만들고 거미줄 한 쪽에 매달아 놓는다.
유체는 가을에 부화하고 실을 사용하여 날아간다. 1년살이이며 성충은 가을까지 살다가 죽는다.

## 분포
한국, 중국, 일본, 대만 등지에서 흔히 볼 수 있다.

## 같이 보기
- 무당거미
- 긴호랑거미
- 꼬마호랑거미